# Shackler's Revenge
"Shackler's Revenge" é uma canção da banda americana de hard rock Guns N' Roses e a segunda faixa do seu sexto álbum de estúdio, Chinese Democracy. O single foi lançada em 14 de setembro de 2008 no videogame Rock Band 2. A composição é de autoria do vocalista Axl Rose, dos guitarristas Robin Finck e Buckethead, do baterista Brain, do produtor Caram Costanzo e do engenheiro Pete Scaturro. Foi incluída como lado B do single "Chinese Democracy".

## Detalhes
Pela primeira vez, no início da década de 1990, tentando trazer novas influências musicais para o Guns N' Roses, Axl Rose, gravou a música My World do álbum Use Your Illusion II, lançado em 1991 com influências do rock industrial, o que não agradou o guitarrista Slash, e nem o baixista Duff McKagan, um dos motivos que levou a saída dos mesmos no final da década, em 1996 e 1997, respectivamente. Em 1999, com novos integrantes, e com a influência do nu metal de Robin Finck, de Nine Inch Nails, a banda lança Oh My God, para o filme End of Days.
Na construção de algo inovador para Guns N' Roses, foi lançado a faixa "Shackler's Revenge" como parte do jogo Rock Band 2 em 14 de julho de 2008. A música marca uma grande mudança no som típico do Guns N' Roses, incorporando elementos de rock industrial,
 rock eletrônico, nu metal,
 sludge rock
 e rock alternativo. Axl Rose minimizou a rotulação industrial, afirmando: "Eu realmente não entendo o rótulo 'industrial' que ela recebe, considerando guitarras com teclados muito mínimos."
Brain e Buckethead compuseram a base instrumental da música, remontando a uma jam session nos primeiros dias da banda Praxis.
O guitarrista Ron "Bumblefoot" Thal toca o solo em uma guitarra sem trastes, além de algumas partes de guitarra base, a guitarra no pré-refrão e o solo final. Ele mencionou que esta foi uma das primeiras músicas em que trabalhou com a banda após ingressar em 2006.
A música vazou na internet em agosto de 2008.
 Na época, a Rolling Stone descreveu a música, afirmando que "o peso intenso da música segue a inclinação industrial declarada há muito tempo pelo álbum, e mais uma vez, camadas sobre camadas de Axl criam um tipo particular de coral enlouquecido."
A música foi lançada quando o jogo foi lançado em 14 de setembro de 2008, tornando-se o primeiro lançamento oficial de material novo do Guns N' Roses desde "Oh My God" de 1999. A escolha da música para o jogo ocorreu porque os desenvolvedores queriam uma música do Guns N' Roses, e então decidiram escolher uma que estivesse no álbum "misterioso" Chinese Democracy; Axl Rose ajudou a equipe a selecionar a música específica.
A música foi descrita como tendo influências industriais, e segundo o vocalista Axl Rose, foi escrita em reação "à insanidade dos tiroteios escolares sem sentido e também à mídia tentando desesperadamente fazer mais de uma preferência de um atirador pela música Mr. Brownstone, sem sucesso". O atirador de Virginia Tech, Seung-Hui Cho, havia escrito uma peça baseada na letra da música do Guns N' Roses "Mr. Brownstone".
O ex-baterista Brain criou um remix inspirado em clubes em 2009 para um álbum de remix pendente das músicas do Chinese Democracy.

## Influências*
Pela primeira vez, no início da década de 1990, tentando trazer novas influências musicais para o Guns N' Roses, Axl Rose, gravou a música My World do álbum Use Your Illusion II, lançado em 1991 com influências do rock industrial, o que não agradou o guitarrista Slash, e nem o baixista Duff McKagan, um dos motivos que levou a saída dos mesmos no final da década, em 1996 e 1997, respectivamente. Em 1999, com novos integrantes, e com a influência do nu metal de Robin Finck, de Nine Inch Nails, a banda lança Oh My God, para o filme End of Days. Na construção de algo inovador para Guns N' Roses, foi lançado a faixa "Shackler's Revenge" como single do álbum Chinese Democracy, de fortes influências do rock industrial

## Recepção
A música foi comparada com bandas de rock industrial e eletrônico como Nine Inch Nails, The Prodigy, Marilyn Manson, Korn e Rob Zombie.

A IGN deu à música uma nota 5.5 (Medíocre), dizendo que "Shackler's Revenge exala ostentação, soando mais como um antigo mago do rock brincando com ProTools e músicos contratados sem rosto em seu palácio, criando uma canção que será um sucesso descartável sem sustentação." A Common Sense Media avaliou a música com 3 de 5 estrelas, afirmando que "Ainda há um som datado em 'Shackler's Revenge', mas o lamento distinto de Axl e um refrão marcante salvam a música, tornando-a um retorno respeitável." Chuck Klosterman, escrevendo para o The A.V. Club, declarou: "Uma música como 'Shackler's Revenge' é inicialmente mediana, até chegar ao solo—então ela se torna o equivalente sonoro de um robô russo lutando contra um píton reticulada."
Consequence of Sound reagiu positivamente à faixa, afirmando que "(Shackler's) mantém-se no reino digital, mas agora há um balanço decadente de dança. Os versos de sludge rock podem exigir uma adaptação, mas o pré-refrão é animado e divertido, levando a um refrão que fará todos levantarem os punhos no ar." A ABC News citou "Shackler's Revenge" e "Chinese Democracy" como "batidas hiperativas que lembram o esplendor do GNR."
O Music Radar deu uma avaliação negativa, dizendo que "Em última análise, Shackler's Revenge encontra Axl Rose preso em um beco de sua própria criação. O antigo confrontador ousado agora se isola em seu Xanadu em Hollywood, sem direção para casa" e criticou a música por soar datada. O Metal Injection reagiu positivamente, afirmando que "Axl parece estar se atualizando com a mania industrial dos anos 90, mas está muito atrasado para lucrar com o sucesso do NIN. Aqui, é algo diferente de tudo que ele tentou antes, muito menos qualquer coisa grande no rádio rock atualmente. Eu não achei grande coisa quando apareceu no Rock Band 2 no outono passado, mas depois de ontem à noite, o refrão não sai da minha cabeça."
Em fevereiro de 2016, a Spin classificou a música como a 18ª melhor canção do Guns N' Roses, afirmando que "De certa forma, este single, lançado no Rock Band, é apenas uma atualização esteroide do que a desastrosa e sem sentido 'Oh My God' provavelmente deveria ser: riff de abertura estridente ao estilo Deftones, funk industrial programado ouvido pela última vez em 1997, e uma seção intermediária disco, conferido, conferido, duplamente conferido. Mas, de outras maneiras, simplesmente não há outra banda que soe assim." Em uma coluna de junho de 2018, a Loudwire classificou-a como a 67ª entre 87 músicas.

## Pessoal
Os créditos são adaptados do encarte do álbum.
Guns N' Roses
- Axl Rose – vocais principais
- Ron "Bumblefoot" Thal – guitarra solo, guitarra rítmica, solo de guitarra fretless
- Robin Finck – guitarra solo, guitarra rítmica
- Buckethead – guitarra solo, guitarra rítmica, arranjos
- Tommy Stinson - baixo, backing vocals
- Brain – bateria, arranjos
- Dizzy Reed – teclados
- Chris Pitman – sub-baixo, teclados, backing vocals

Produção
- Axl Rose – produção, edição digital
- Caram Costanzo – produção, arranjos, edição digital
- Pete Scaturro – arranjos, produção inicial
- Bryan "Brain" Mantia – produção inicial
- Eric Caudieux – edição digital